# Chicoloapan
Chicoloapan és un municipi de l'estat de Mèxic. San Vicente Chicoloapan és el cap de municipi i principal centre de població d'aquesta municipalitat. Aquest municipi és a la part oriental de l'estat de Mèxic. Limita al nord amb el municipi de Texcoco, al sud amb La Paz, a l'oest amb Chiconcuac i a l'est de nou amb Texcoco.